# Elizabeth (Virgínia de l'Oest)
Elizabeth és una població dels Estats Units a l'estat de Virgínia de l'Oest. Segons el cens del 2000 tenia 994 habitants.

## Demografia
Segons el cens del 2000, Elizabeth tenia 994 habitants, 408 habitatges, i 261 famílies. La densitat de població era de 799,6 habitants per km².
Dels 408 habitatges en un 37,5% hi vivien nens de menys de 18 anys, en un 43,9% hi vivien parelles casades, en un 15,9% dones solteres, i en un 36% no eren unitats familiars. En el 33,3% dels habitatges hi vivien persones soles el 19,9% de les quals corresponia a persones de 65 anys o més que vivien soles. El nombre mitjà de persones vivint en cada habitatge era de 2,38 i el nombre mitjà de persones que vivien en cada família era de 2,98.
Per edats la població es repartia de la següent manera: un 28,3% tenia menys de 18 anys, un 8,2% entre 18 i 24, un 29,1% entre 25 i 44, un 19,7% de 45 a 60 i un 14,7% 65 anys o més.
L'edat mediana era de 34 anys. Per cada 100 dones de 18 o més anys hi havia 76,5 homes.
La renda mediana per habitatge era de 25.114 $ i la renda mediana per família de 30.104 $. Els homes tenien una renda mediana de 24.306 $ mentre que les dones 17.813 $. La renda per capita de la població era de 12.704 $. Entorn del 20,2% de les famílies i el 23,8% de la població estaven per davall del llindar de pobresa.

## Poblacions més properes
El següent diagrama mostra les poblacions més properes.